# Putting One Over
Putting One Over er en amerikansk stumfilm fra 1919 af Edward Dillon.

## Medvirkende
- George Walsh som Horace Barney / Jack Trevor
- Edith Stockton som Helen Townsend
- Ralph J. Locke som Maurice Claypool
- Frank Beamish som Thomas Farrel
- Robert Lee Keeling som John Wallace